# Los Ahijones
Los Ahijones es el nombre de un barrio en proceso de urbanizar situado en el distrito de Vicálvaro de Madrid, España.

## Situación
El territorio pertenece administrativamente al distrito de Vicálvaro y se encuentra situado en la zona sureste de Madrid, limitando al nordeste con el barrio de El Cañaveral, del cual estará separado por la autopista de peaje R-3, al noroeste con el polígono industrial de Vicálvaro, separado por la M-45, al sudeste con las vías de alta velocidad, la M-50 y la Cañada Real y al suroeste con el desarrollo urbanístico de Los Berrocales, separado por las vías del metro en superficie de la línea 9.

## Estado de tramitación
El proyecto se dividirá en seis etapas y se adecuará a las nuevas directrices municipales en materia de sostenibilidad, ciclo del agua y nuevas tecnologías. Desde que fue aprobado el proyecto en 2007 las obras de urbanización han ido avanzando con la ejecución de la mayor parte de los servicios de agua, electricidad, gas y telecomunicaciones. El ayuntamiento aprobó en 2022 la modificación del proyecto de urbanización. La construcción de las viviendas está previsto que comience a principios de 2025 y comiencen a entregarse a lo largo de 2026. El coste estimado de los trabajos de urbanización asciende a 480 M€ y la previsión del coste del desarrollo completo y las edificaciones se estima en 3.000 M€. Actualmente se encuentra en ejecución las obras de urbanización correspondientes a la Etapa 1.
La Junta de Gobierno del Ayuntamiento de Madrid aprobó en marzo de 2023 el proyecto de reparcelación del ámbito, por lo que queda solo pendiente de la inscripción de las fincas resultantes en el Registro de la Propiedad. El Ayuntamiento de Madrid obtiene así 59 parcelas para uso residencial para vivienda de protección pública básica y de alquiler con opción a compra, así como para vivienda de protección pública de precio limitado.

## Yacimientos arqueológicos
En la zona se ha encontrado un taller de sílex del Paleolítico Inferior de entre 200 000 y 300 000 años de antigüedad, situado en el límite este de Los Ahijones, y tiene una extensión de 570 hectáreas. Este yacimiento empezado a excavar en 2007 consta de un área de talla de sílex se utilizaba para fabricar herramientas y armas utilizadas en la vida diaria de los pobladores. 
Entre 2010 y 2011 se realizaron otras excavaciones en el cerro Almodóvar, junto a la carretera de Valencia en las que encontraron una necrópolis visigoda fechada entre finales del siglo V y el VII. Se excavaron 824 tumbas con los restos de aproximadamente 1500 individuos, además de ruinas de viviendas y otras estructuras del que probablemente era un poblado agrícola habitado de forma continua entre el siglo II y el IX, dependiente de Complutum (Alcalá de Henares). Los trabajos de investigación y restos se encuentran en el Museo Arqueológico y Paleontológico de la Comunidad de Madrid.